# Hotherbastei

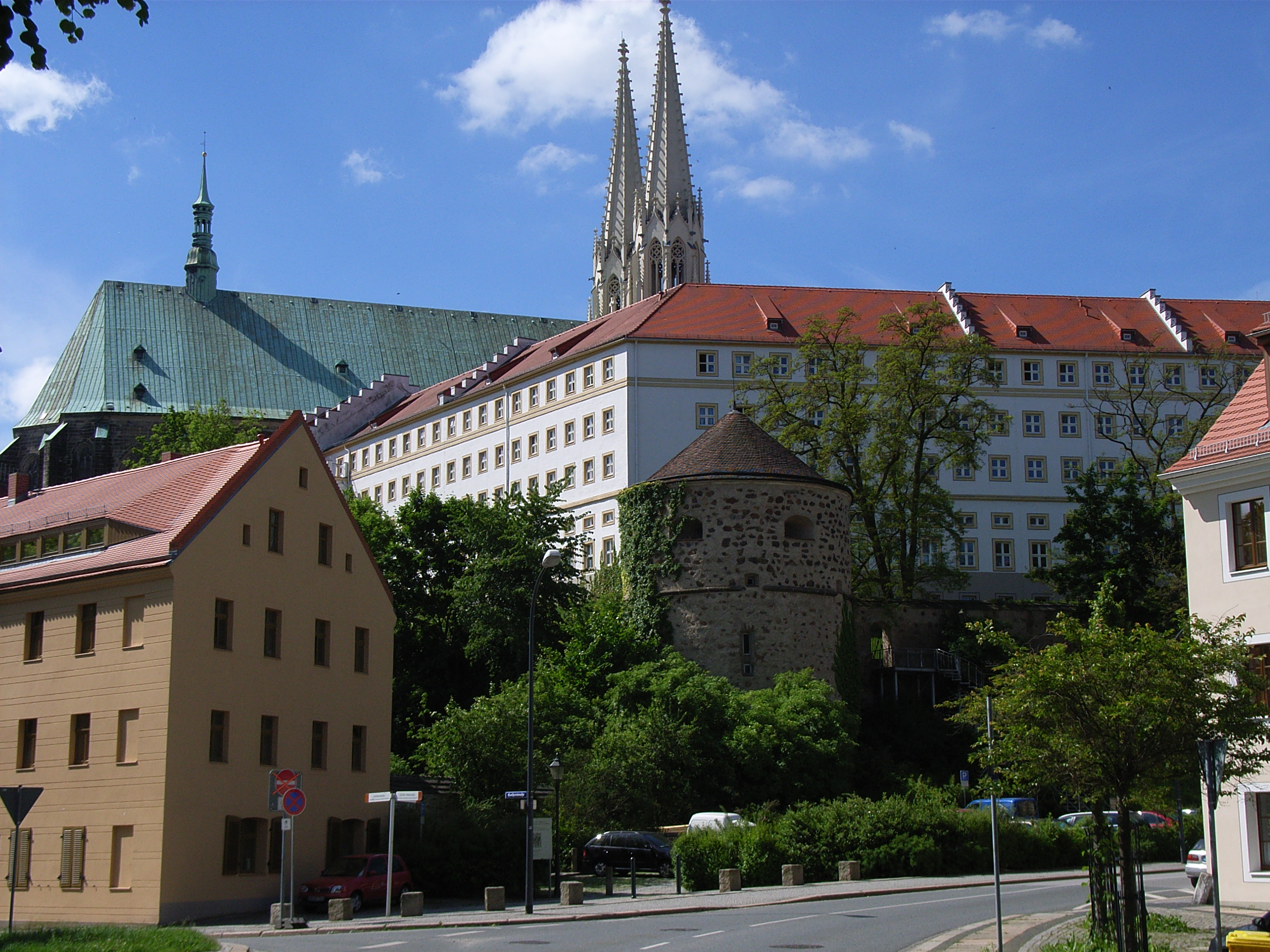
Der Hotherturm

Die Hotherbastei liegt am Nikolaizwinger unterhalb des Vogtshofs an der nordöstlichen Ecke der Stadtmauer von Görlitz. Sie wird in die zweite Hälfte des 13. Jahrhunderts datiert und stellt die letzte erhaltene Eckbastion der Stadt dar. Der angrenzende Nikolaizwinger wurde 1953/54 vom Gartenarchitekten Henry Kraft zu einer Gartenanlage umgestaltet.
Über einem dreiviertelrunden Grundriss erhebt sich der zweigeschossige Turm, dessen Mauerwerk im unteren sowie im Übergang zum oberen Geschoss durch einzelne Schießscharten durchbrochen ist. Das obere Geschoss weist mehrere große Kanonenluken auf. Unterhalb des Zwingers erstreckte sich die Nikolaivorstadt, die außerhalb der schützenden Stadtmauer lag und selbst nur unzureichend gesichert war. Zwinger und Hotherbastei boten daher einen zusätzlichen Schutz.